# کودک ۴۴ (فیلم)
کودک ۴۴ (انگلیسی: Child 44)، فیلمی در ژانر مهیج و درام است که در سال ۲۰۱۵ منتشر شد. از بازیگران آن می‌توان به تام هاردی، نومی راپاس، یوئل کینامن، گری الدمن و ونسان کسل اشاره کرد.

## خلاصه داستان
«#کودک۴۴» نام کتابی به قلم تام راب اسمیت بریتانیایی می‌باشد که در سال ۲۰۰۸ منتشر شد و اولین قسمت از سه‌گانه این مجموعه محسوب می‌گردد. کتاب «کودک ۴۴» پس از انتشار، موفق به دریافت جوایز معتبر بسیاری شد و همچنین در رده یکی از پرفروش‌ترین کتاب‌های سال قرار گرفت. فضای تیره و خفقان‌آور داستان در دوره حکومت استالین بر شوروی و وجود همیشگی ترس در داستان، از جمله نکات جذابی هست که باعث جذب بسیاری از خوانندگان این کتاب شد. «کودک ۴۴» در کشورمان نیز با ترجمه نادر قبله‌ای از طریق انتشاران مروارید در دسترس است و به راحتی می‌توانید آن را تهیه و از خواندن آن لذت ببرید.
ماجرای این کتاب که براساس واقعیت است، داستان دوران شوروی استالینی را روایت می‌کند. حکومت شوروی و استالین، اعتقاد داشتند که قتل و تجاوز و جنایات دیگر، مخصوص دولت‌های امپریالیستی و کاپیتالیستی است و در یک حکومت کمونیستی همچین مواردی رخ نمی‌دهد و این از آرمان های انقلاب روسیه بود.
فیلم کودک ۴۴ُ داستان‌های بحرانی مأمور مخفی پلیس، لئو دمیدوف را در روسیه شوروی بیان می‌کند، کسی که در صورت محکوم نکردن همسر خود، رایسا، به عنوان یک خیانتکار ممکن است که موقعیت، قدرت و حتی خانه خود را نیز از دست دهد. لئو و رایسا که از مسکو به یک پایگاه استانی تبعید شده‌اند، به نیروهای ژنرال میخائیل نستروف می‌پیوندند قهرمان این داستان، یک افسر شوروی است که دچار بحران‌های زندگی خود و اتهام خیانت همسرش است از جمله مفقود شدن کودک دوستش و یافت شدن جسد وی بعد از مدتی. پزشکی قانونی، قتل او را خودکشی اعلام کرده است و از بیان حقیقت و تجاوز صورت گرفته به این پسربچه، سرباز می‌زند. لئو تصمیم می‌گیرد که به تنهایی به دنبال قاتل این کودک برود و او را بیابد. در این مسیر متوجه می‌شود که این کودک، چهل و سومین کودکی است که توسط آن قاتل، به قتل رسیده‌است.
حال از یک طرف، دولت شوروی او را به دلیل پیگیری این قتل، خائن می‌خواند و متهم به سیاه‌نمایی می‌کند و از طرفی دیگر، قاتل سعی در کشتن او دارد.